# Irakli Dżabadari
Irakli Dżabadari (gruz. ერეკლე ჯაბადარი, fr. Héraclius Djabadary); ur. 17 października 1891 w Tyflisie, zm. 18 sierpnia 1937 w Nicei) – kompozytor i pianista gruziński, działający głównie we Francji. 
Od 1905 kształcił się w Konserwatorium Brukselskim w klasie fortepianu u Arthura De Greefa i w klasie kompozycji u François Auguste'a Gevaerta. W 1909 wyjechał do Wiednia w celu kontynuacji studiów kompozytorskich u Richarda Heubergera. Swoje umiejętności pianistyczne doskonalił także u Juliusza Wolfsohna. 7 marca 1913 zadebiutował w Wiedniu jako koncertujący pianista pod batutą Oskara Nedbala. Odniósł również wówczas sukces kompozytorski, wykonując swoją Rapsodię gruzińską na fortepian i orkiestrę. W 1914 na krótko powrócił do Gruzji, jednak wkrótce wyjechał i osiedlił się na stałe we Francji. Do 1930 występował jako pianista koncertujący. Zmarł na gruźlicę w 1937 w Nicei. 

## Twórczość kompozytorska
W twórczości Dżabadariego istotną rolę gra folklor gruziński. Ważniejsze kompozycje to:
- Rapsodia gruzińska na fortepian i orkiestrę op.2, 1913
- Gulnara - opera, na podstawie opowiadania gruzińskiego pisarza Aleksandra Kazbegi 1919
- I Koncert fortepianowy c-moll op. 5
- II Koncert fortepianowy f-moll op. 9
- III Koncert fortepianowy A-dur op. 10, 1921
- Pieśń węża na flet i orkestrę op. 19
- Tyflisiana na obój i orkiestrę op. 26
- liczne utwory fortepianowe i kameralne